# Farah (tỉnh)
Tỉnh Farah là một tỉnh của Afghanistan. Tỉnh lỵ là Farah. Tỉnh có dân số 493.007 người, diện tích là 48.471 km2. Ngôn ngữ sử dụng tại tỉnh này là tiếng Pashto, tiếng Ba Tư Dari, Tỉnh thuộc vùng Tây Afghanistan. Phía bắc giáp các tỉnh Herat và Ghor, phía nam giáp tỉnh Nimruz, phía đông giáp tỉnh Helmand, phía tây giáp các tỉnh Nam Khorasan và Sistan và Baluchestan của Iran.